# Сестри Магдалини
«Сестри Магдалини»(англ. The Magdalene Sisters) - фільм, знятий в 2002 році режисером Пітером Малланом.

## Зміст
Ірландія, 60 -ті роки XX століття. Три юні дівчини Роза, Бернадетта і Маргарет потрапляють в притулок Святої Магдалини, виправний заклад для «занепалих жінок». Маргарет зґвалтував кузен на весіллі її подруги, Бернадетта відкрито фліртувала з хлопцями і була зухвало красива, а Роза народила дитину поза шлюбом. Сестра Бріджит, настоятелька притулку, роз'яснює їм, що тепер вони важкою роботою у пральні і молитвами будуть спокутувати свої «гріхи»... У притулку вони знайомляться з Кріспін, недоумкуватою і доброю дівчиною, яка навіть не усвідомлює, в яке пекло вона потрапила... Дівчата терплять знущання, побої, насильство, не маючи ніякої надії коли-небудь повернуться в нормальне життя, в місці, де все направлено на придушення особистості, де можна або збожеволіти, або стати тупим, безмовним виконавцем чужої волі... Рідко випадають на їхню частку радості тільки посилюють гіркоту знаходження в притулку.
Бернадетта пробує втекти, але черниці ловлять її і жорстоко карають.
Маргарет зближується з Кріспін. Одного разу, під час свята, вона випадково бачить, як Кріспін ґвалтує священик і мститься йому, підклавши в його білизну отруйні рослини, а Кріспін каже що «він не Божий чоловік». Кріспіна привселюдно заявляє про це і настоятелька, щоб згладити інцидент, відправляє її в божевільню, де вона, через якийсь час, дійсно божеволіє.
Через кілька років за Маргарет приїжджає її брат. Вона їде додому, зберігши у своєму серці ненависть до чоловіків. Бернадетта підмовляє Розу втекти. Втеча вдається, вони відправляються до кузини Бернадети, яка дає їм гроші і дах над головою. Роза їде в Ліверпуль , а Бернадетта йде вчитися на перукаря.  Вони вільні, але пам'ять про минулі кошмари і привиди минулого переслідують їх до кінця життя.

## Ролі
| Актор               | Роль                 |
| ------------------- | -------------------- |
| Джеральдін Мак-Еван | сестра Бріджит       |
| Енн-Мері Дафф       | Маргарет             |
| Нора-Джейн Нун      | Бернадетта           |
| Дороті Даффі        | Роза/Патріція        |
| Айлін Уолш          | Кріспіна             |
| Мері Мюррей         | Уна                  |
| Брита Сміт          | Кетті                |
| Френсіс Хілі        | сестра Джуд          |
| Ейтні МакГіннесс    | сестра Клементина    |
| Філліс МакМейхон    | сестра Августа       |
| Ребекка Уолш        | Жозефіна             |
| Імонн Оуенс         | Імонн, брат Маргарет |
| Кріс Сімпсон        | Брендон              |
| Шон Колган          | Сімус                |
| Джули Остин         | Тереза               |
| Деніел Костелло     | батько Фіцрой        |

## Знімальна група
- Режисер — Пітер Маллан
- Сценарист — Пітер Муллан
- Продюсер — Френсіс Хігсона, Ед Гуене, Педді Хігсон
- Композитор — Ерік Колвін